# 豊原 (弘前市)
豊原（とよはら）は、青森県弘前市の地名。郵便番号は036-8154。

## 地理
北は富田町、北東は南富田町、東から南にかけて北園、東は三岳町、南西から西にかけて中野に接する。

## 沿革
- 1968年（昭和43年）～現在 - 富田町、取上から分離。豊原一・二丁目になる。

### 地名の由来
かつて富田町にあった小字名"豊原"から。

## 世帯数と人口
2017年（平成29年）6月1日現在の世帯数と人口は以下の通りである。
| 丁目       | 世帯数  | 人口  |
| ---------- | ------- | ----- |
| 豊原一丁目 | 107世帯 | 113人 |
| 豊原二丁目 | 196世帯 | 324人 |
| 計         | 303世帯 | 437人 |

## 施設

### 教育
- 花園保育園
- 弘前市立第三中学校
- 柴田学園高等学校

### 福祉
- 弘前愛成園
- りんごベビーホーム

### 医療
- しらとりレディスクリニック

### 消防
- 弘前東消防署枡形分署

### 商業
- ツルハドラッグ弘前豊原店

### 金融
- 青森みちのく銀行弘前南支店・富田支店

### 工業
- ブナコ漆器製造株式会社

＊かつての第8師団の兵舎を使用。

## かつて存在した施設
- 東北女子大学 - 2010年8月、清原へ移転した。

## 小・中学校の学区
市立小・中学校に通う場合、学区は以下の通りとなる。
| 町丁       | 番・番地 | 小学校             | 中学校             |
| ---------- | -------- | ------------------ | ------------------ |
| 豊原一丁目 | 全域     | 弘前市立文京小学校 | 弘前市立第三中学校 |
| 豊原二丁目 | 全域     | 弘前市立文京小学校 | 弘前市立第三中学校 |

## 交通
- 弘南バス
  - 中野、三中校前（弘前駅 - 小栗山線、他）停留所。
  - 北園町（弘前駅 - 学園町線）停留所。
    - 柴田学園大学附属柴田学園高等学校へは、北園町停留所が便利。